# 差止請求権
差止請求権（さしとめせいきゅうけん）とは、ある者が現に違法または不当な行為を行っている場合や行うおそれがある場合において、当該行為をやめるよう請求（差止請求）する権利をいう。各法令に規定のあるもののほか、解釈上認められるものもある。

## 商法・会社法

### 商号使用の差止請求権
商法や会社法は、商号の不正目的の使用を制限しており、不正の目的をもって、他の商人（会社含む）であると誤認されるおそれのある名称又は商号を使用してはならないとされる（商法12条1項、会社法8条1項）。この規定に違反する名称又は商号の使用によって営業上の利益を侵害され、又は侵害される恐れがある商人（会社）は、その営業上の利益を侵害する者又は侵害するおそれがある者に対し、その侵害の停止または予防を請求することができる（商法12条2項、会社法8条2項）。
なお、他人の商号として需要者の間に広く認識されているものと同一もしくは類似の商号を使用した場合は、後述の不正競争防止法に基づく差止請求権が認められる（不正競争防止法3条）。

### 取締役の行為の差止請求権
株式会社の株主や監査役は、一定の場合に取締役の行為をやめることを請求することができる（会社法360条、385条）。
なお、委員会設置会社の監査委員は、取締役だけでなく執行役の行為の差止請求権も有する（会社法407条）。

### 募集株式発行の差止請求権
募集株式の発行等が法令又は定款に違反する場合や、著しく不公正な方法により行われる場合において、株主が不利益を受けるおそれがあるときは、株主は、株式会社に対し、株式の発行や自己株式の処分をやめることを請求することができる（会社法210条）。
株主は、募集新株予約権の発行に関しても同様の差止請求権を有する（会社法247条）。

## 知的財産法
知的財産権の権利者は、自己の権利を侵害する者又は侵害するおそれがある者に対し、その侵害の停止又は予防を請求することができる旨が各種の知的財産法に規定されている。
- 特許法100条 - 特許権者又は専用実施権者の差止請求権
- 著作権法112条 - 著作者、著作権者、出版権者、実演家又は著作隣接権者の差止請求権
- 実用新案法27条 - 実用新案権者又は専用実施権者の差止請求権
- 商標法36条 - 商標権者又は専用使用権者の差止請求権
- 意匠法37条 - 意匠権者又は専用実施権の差止請求権
- 種苗法33条 - 育成者権者又は専用利用権者の差止請求権
- 半導体集積回路の回路配置に関する法律22条 - 回路配置利用権者又は専用利用権者の差止請求権

## 不正競争防止法
不正競争によって営業上の利益を侵害され、又は侵害されるおそれがある者は、その営業上の利益を侵害する者又は侵害するおそれがある者に対し、その侵害の停止又は予防を請求することができる（不正競争防止法3条）。
「不正競争」とは、不正競争防止法2条1項各号に掲げられた行為をいう。

## 独占禁止法
不公正な取引方法によって利益を侵害され、又は侵害されるおそれがある者は、これにより著しい損害を生じ、又は生ずるおそれがあるときは、その利益を侵害し又はそのおそれのある事業者又は事業者団体に対し、その侵害の停止又は予防を請求することができる（私的独占の禁止及び公正取引の確保に関する法律24条）。

## 消費者契約法・特定商取引法・景品表示法
適格消費者団体は、不特定多数の消費者に被害が及ぶ一定の消費者契約法違反、特定商取引法違反、景品表示法違反を事業者が現に行い又は行うおそれがあるときは、その行為の停止又は予防等を請求することができる（消費者契約法12条、特定商取引に関する法律第5章の3、不当景品類及び不当表示防止法30条）。
詳細は消費者団体訴訟制度を参照。

## 解釈上認められる差止請求権
人格権や環境権に基づく差止請求権が認められるかには争いがある。これらの差止請求権の是非が争われた事件として以下のようなものがある。
- 大阪空港訴訟
- 北方ジャーナル事件